# Épisodes de The Grinder
Cet article présente le guide des épisodes de la série télévisée américaine The Grinder.

## Généralités
- Aux États-Unis, la saison a été diffusée du 29 septembre 2015 au 10 mai 2016, sur le réseau FOX.
- Au Canada, la saison a été diffusée en simultané sur le réseau Citytv.

## Distribution

### Acteurs principaux
- Rob Lowe : Dean Sanderson, Jr.
- Fred Savage : Stewart Sanderson
- Mary Elizabeth Ellis : Debbie Sanderson
- William Devane : Dean Sanderson, Sr.
- Hana Hayes : Lizzie Sanderson
- Connor Kalopsis : Ethan Sanderson
- Natalie Morales : Claire Lacoste

### Acteurs récurrents et invités
- Steve Little (en) : Todd
- John Owen Lowe : Joel Zadak (épisodes 1, 2, 5, 15 et 21)
- Odette Annable : Devin Stutz (épisodes 1, 17 et 20)
- Will Greenberg : Hugh Rozz (épisodes 2, 3, 6, 11 et 12)
- Matt Hobby : Patt Landy (épisodes 2, 3, 6, 11 et 12)
- Nat Faxon : Lyle Gerhart (épisode 4)
- Emmanuelle Chriqui : Addison Cross (épisodes 4 et 5)
- Christina Applegate : Gail Budnick, ex-petite amie de Dean (épisode 5)
- Carl Edwards : Deputy Strauss (épisode 7)
- Nathan Fielder : Officer Collins (épisode 7)
- Jason Alexander : Cliff Beamis (épisodes 8, 9, 17 et 18)
- Timothy Olyphant : Dean Sanderson (épisodes 8 à 10 et 13)
- Arielle Kebbel : Avery Banks / Gabrielle (épisodes 8 et 9)
- Jimmy Kimmel : lui-même (épisode 10)
- Richard Schiff : Gordon Stutz (épisodes 11 et 12)
- Efren Ramirez : Andre (épisode 11)
- Tony Sirico : Sebastian Cole (épisode 13)
- Maya Rudolph : Jillian, thérapeute de Stewart (épisodes 14 à 17)
- Colton Haynes : Luke Grinder (épisodes 14 et 21)
- Jim Rash : Bill Foosley (épisode 14)
- Jenna Fischer : Kelly (épisode 18)
- Chris Klein : Benji (épisode 18)
- Kenneth Lucas : Cory Manler (épisode 16, 18 et 21)
- Dennis Haysbert : Special Agent (épisode 16)
- Caroline Rhea : Fran (épisode 18)
- Anne Archer : Lenore Sanderson-Grant, mère de Stew et Dean (épisode 20)
- Chloe Bridges : Calista (épisode 20)

## Épisodes

### Épisode 1:Dernier épisode
- États-Unis /  Canada : 29 septembre 2015 sur FOX[1] / Citytv[2]

- États-Unis : 4,98 millions de téléspectateurs[3] (première diffusion)

### Épisode 2:Impossible n'est pas Grinder
- États-Unis /  Canada : 6 octobre 2015 sur FOX / Citytv

- États-Unis : 3,15 millions de téléspectateurs[4] (première diffusion)

### Épisode 3:L'étrange disparition de M. Donovan
- États-Unis /  Canada : 13 octobre 2015 sur FOX / Citytv

- États-Unis : 2,53 millions de téléspectateurs[5] (première diffusion)

### Épisode 4:Le vrai Dean
- États-Unis /  Canada : 20 octobre 2015 sur FOX / Citytv

- États-Unis : 2,86 millions de téléspectateurs[6] (première diffusion)

- Nat Faxon (Lyle Gerhart)
- Alexie Gilmore (Vanessa Gerhart)

### Épisode 5:L'amour par procuration
- États-Unis /  Canada : 3 novembre 2015 sur FOX / Citytv

- États-Unis : 2,52 millions de téléspectateurs[7] (première diffusion)

- Christina Applegate (Gail Budnick)
- John Owen Lowe (Joel Zadak)

### Épisode 6:Les hommes de l'ombre
- États-Unis /  Canada : 10 novembre 2015 sur FOX / Citytv

- États-Unis : 2,56 millions de téléspectateurs[8] (première diffusion)

- Michael Showalter (Sandy Malmuth)
- Jerry Minor (Principal Davis)

### Épisode 7:Un homme ordinaire
- États-Unis /  Canada : 17 novembre 2015 sur FOX / Citytv

- États-Unis : 2,37 millions de téléspectateurs[9] (première diffusion)

- Nathan Fielder (Officer Collins)
- Carl Edwards (Deputy Strauss)

### Épisode 8:Tomber la chemise
- États-Unis /  Canada : 24 novembre 2015 sur FOX / Citytv

- États-Unis : 2,25 millions de téléspectateurs[10] (première diffusion)

- Jason Alexander (Cliff Bemis)
- Timothy Olyphant (lui-même / Rake Grinder)
- Arielle Kebbel (Avery Banks / Gabrielle)

### Épisode 9:Le contrat de Caruso
- États-Unis /  Canada : 1er décembre 2015 sur FOX / Citytv

- États-Unis : 2,41 millions de téléspectateurs[11] (première diffusion)

- Jason Alexander (Cliff Bemis)
- Timothy Olyphant (Rake Grinder)

### Épisode 10: Titre français inconnu (The Olyphant in the Room)
- États-Unis /  Canada : 5 janvier 2016 sur FOX[12] / Citytv

- États-Unis : 2,13 millions de téléspectateurs[13] (première diffusion)

- Timothy Olyphant (lui-même / Rake Grinder)
- Jimmy Kimmel (lui-même)

### Épisode 11: Titre français inconnu (Exodus(Part 1))
- États-Unis /  Canada : 19 janvier 2016 sur FOX / Citytv

- États-Unis : 1,97 million de téléspectateurs[14] (première diffusion)

- Richard Schiff (Gordon Stutz)
- Efren Ramirez (Andre)

### Épisode 12: Titre français inconnu (Blood is Thicker than Justice)
- États-Unis /  Canada : 26 janvier 2016 sur FOX / Citytv

- États-Unis : 2 millions de téléspectateurs[15] (première diffusion)

### Épisode 13: Titre français inconnu (Grinder vs. Grinder)
- États-Unis /  Canada : 2 février 2016 sur FOX / Citytv

- États-Unis : 1,65 million de téléspectateurs[16] (première diffusion)

- Timothy Olyphant (Lui- même / Rake Grinder)
- Tony Sirico (Sebastian Cole)

### Épisode 14: Titre français inconnu (The Retooling of Dean Sanderson)
- États-Unis /  Canada : 9 février 2016 sur FOX / Citytv

- États-Unis : 1,91 million de téléspectateurs[17] (première diffusion)

Maya Rudolph (Jillian)

### Épisode 15: Titre français inconnu (The Ties That Grind)
- États-Unis /  Canada : 16 février 2016 sur FOX / Citytv

- États-Unis : 1,68 million de téléspectateurs[18] (première diffusion)

Maya Rudolph (Jillian)

### Épisode 16: Titre français inconnu (Delusions of Grinder)
- États-Unis /  Canada : 23 février 2016 sur FOX / Citytv

- États-Unis : 1,61 million de téléspectateurs[19] (première diffusion)

- Maya Rudolph (Jillian)
- Dennis Haysbert (Special Agent)

### Épisode 17: Titre français inconnu (From the Ashes)
- États-Unis /  Canada : 1er mars 2016 sur FOX / Citytv

- États-Unis : 1,61 million de téléspectateurs[20] (première diffusion)

- Odette Annable (Devin Stutz)
- Maya Rudolph (Jillian)
- Jason Alexander (Cliff Bemis)
- Karan Soni (Cooper)
- Katherine McNamara (Ginger)

### Épisode 18: Titre français inconnu (Genesis)
- États-Unis /  Canada : 15 mars 2016 sur FOX / Citytv

- États-Unis : 1,53 million de téléspectateurs[21] (première diffusion)

- Jenna Fischer (Kelly)
- Chris Klein (Benji)

### Épisode 19: Titre français inconnu (A System on Trial)
- États-Unis /  Canada : 12 avril 2016 sur FOX / Citytv

- États-Unis : 1,56 million de téléspectateurs[22] (première diffusion)

- Megan Heyn (Miranda)
- Erick Chavarria (Ian)

### Épisode 20: Titre français inconnu (For the People)
- États-Unis /  Canada : 19 avril 2016 sur FOX / Citytv

- États-Unis : 1,50 million de téléspectateurs[23] (première diffusion)

Anne Archer (Lenore Sanderson-Grant)

### Épisode 21: Titre français inconnu (Divergence)
- États-Unis /  Canada : 3 mai 2016 sur FOX / Citytv

- États-Unis : 1,51 million de téléspectateurs[24] (première diffusion)

- Colton Haynes (Luke)
- Jerry Minor (Principal Davis)
- Kenny Lucas (Cory Manler)

### Épisode 22: Titre français inconnu (Full Circle)
- États-Unis /  Canada : 10 mai 2016 sur FOX / Citytv

- États-Unis : 1,59 million de téléspectateurs[25] (première diffusion)